# État de Mérida
Pour les articles homonymes, voir Mérida.
Mérida est un État du Venezuela situé dans l'ouest du pays. Sa capitale est Mérida dans la municipalité de Libertador. En 2011 sa population s'élève à 828 592 habitants.

## Démographie, société et religions

### Démographie
Selon l'Institut national de la statistique (Instituto Nacional de Estadística en espagnol), la population a augmenté de 15.84 % entre 2001 et 2011 et s'élève à 828 592 habitants lors de ce dernier recensement :
| 2001    | 2011    |
| ------- | ------- |
| 715 268 | 828 592 |

## Administration et politique

### Subdivisions
L'État est divisé en vingt-trois municipalités totalisant 82 divisions territoriales dont 67 paroisses civiles et 15 « capitales », ou « parroquia capital », en espagnol. En effet, dans la majorité des municipalités de l'État, la législation n'accorde pas de type de nom particulier à la division correspondant au territoire où se situe son chef-lieu ; l'Institut national de la statistique du Venezuela a créé le terme de « parroquia capital », ici traduit par le terme « capitale » à cette fin ; cette division territoriale et statistique est identifiée dans ce présent tableau par le nom en italiques suivi d'une astérisque :
| Municipalité            | Localisation | Chef-lieu               | Nombre de divisions territoriales (paroisses civiles + « capitales ») | Paroisses civiles (capitales) | Population (2001) | Population (2011) |
| ----------------------- | ------------ | ----------------------- | --------------------------------------------------------------------- | --- | ----------------- | ----------------- |
| Alberto Adriani         |              | El Vigía                | 7                                                                     | Gabriel Picón Gonzalez (La Palmita) Héctor Amable Mora (Mucujepe) José Nucete Sardi (Los Naranjos) Presidente Betancourt (El Vigía) Presidente Páez (El Vigía) Presidente Rómulo Gallegos (El Vigía) Pulido Méndez (La Blanca) | 106 084           | 132 681           |
| Andrés Bello            |              | La Azulita              | 0                                                                     | (aucune) | 11 652            | 14 238            |
| Antonio Pinto Salinas   |              | Santa Cruz de Mora      | 3 (2 + 1)                                                             | Mesa Bolívar (Mesa Bolívar) Mesa de las Palmas (Mesa de las Palmas) Capitale Antonio Pinto Salinas * (Santa Cruz de Mora) | 23 276            | 24 006            |
| Aricagua                |              | Aricagua                | 2 (1 + 1)                                                             | Capitale Aricagua * (Aricagua) San Antonio (Campo Elías) | 4 383             | 4 242             |
| Arzobispo Chacón        |              | Canaguá                 | 7 (6 + 1)                                                             | Capitale Arzobispo Chacón * (Canaguá) Capurí (Capurí) Chacantá (Chacantá) El Molino (El Molino) Guaimaral (El Viento) Mucuchachí (Mucuchachí) Mucutuy (Mucutuy) | 14 025            | 13 083            |
| Campo Elías             |              | Ejido                   | 7                                                                     | Acequias (Acequias) Fernández Peña (Ejido) Jají (Jají) La Mesa (La Mesa) Matriz (Ejido) Montalbán (Ejido) San José del Sur (San José) | 82 397            | 99 873            |
| Caracciolo Parra Olmedo |              | Tucaní                  | 2 (1 + 1)                                                             | Capitale Caracciolo Parra Olmedo * (Tucaní) Florencio Ramírez (El Pinar) | 22 524            | 27 632            |
| Cardenal Quintero       |              | Santo Domingo           | 2 (1 + 1)                                                             | Capitale Cardenal Quintero * (Santo Domingo) Las Piedras (Las Piedras) | 7 833             | 9 441             |
| Guaraque                |              | Guaraque                | 3 (2 + 1)                                                             | Capitale Guaraque * (Guaraque) Mesa de Quintero (Mesa de Quintero) Río Negro (Río Negro) | 8 402             | 9 064             |
| Julio César Salas       |              | Arapuey                 | 2 (1 + 1)                                                             | Capitale Julio César Salas * (Arapuey) Palmira (San José de Palmira) | 12 207            | 14 666            |
| Justo Briceño           |              | Torondoy                | 2 (1 + 1)                                                             | Capitale Justo Briceño * (Torondoy) San Cristóbal de Torondoy (San Cristóbal de Torondoy) | 5 200             | 4 895             |
| Libertador              |              | Mérida                  | 15                                                                    | Antonio Spinetti Dini (Mérida) Arias (Mérida) Caracciolo Parra Pérez (Mérida) Domingo Peña (Mérida) El Llano (Mérida) El Morro (El Morro) Gonzalo Picón Febres (Mérida) Jacinto Plaza (Mérida) Juan Rodríguez Suárez (Mérida) Lasso de la Vega (Mérida) Los Nevados (Los Nevados) Mariano Picón Salas (Mérida) Milla (Mérida) Osuna Rodríguez (Mérida) Sagrario (Mérida) | 204 879           | 217 537           |
| Miranda                 |              | Timotes                 | 4 (3 + 1)                                                             | Andrés Eloy Blanco (Chachopo) Capitale Miranda * (Timotes) La Venta (La Venta) Piñango (Piñango) | 19 760            | 21 882            |
| Obispo Ramos de Lora    |              | Santa Elena de Arenales | 3 (2 + 1)                                                             | Capitale Obispo Ramos de Lora * (Santa Elena de Arenales) Eloy Paredes (Guayabones) San Rafael de Alcázar (San Rafael de Alcázar) | 20 873            | 24 774            |
| Padre Noguera           |              | Santa María de Caparo   | 0                                                                     | (aucune) | 2 494             | 3 188             |
| Pueblo Llano            |              | Pueblo Llano            | 0                                                                     | (aucune) | 9 532             | 10 730            |
| Rangel                  |              | Mucuchíes               | 5 (4 + 1)                                                             | Cacute (Cacute) Capitale Rangel * (Mucuchíes) La Toma (La Toma) Mucurubá (Mucurubá) San Rafael (San Rafael) | 15 206            | 19 008            |
| Rivas Dávila            |              | Bailadores              | 2 (1 + 1)                                                             | Capitale Rivas Dávila * (Bailadores) Gerónimo Maldonado (La Playa) | 16 001            | 20 128            |
| Santos Marquina         |              | Tabay                   | 0                                                                     | (aucune) | 13 795            | 18 037            |
| Sucre                   |              | Lagunillas              | 6 (5 + 1)                                                             | Capitale Sucre * (Lagunillas) Chiguará (Chiguará) Estánques (Estánques) La Trampa (La Trampa) Pueblo Nuevo (Pueblo Nuevo) San Juan (San Juan) | 44 418            | 55 840            |
| Tovar                   |              | Tovar                   | 4                                                                     | El Amparo (Tovar) El Llano (Tovar) San Francisco (Tovar) Tovar (Tovar) | 32 805            | 38 455            |
| Tulio Febres Cordero    |              | Nueva Bolivia           | 4 (3 + 1)                                                             | Capitale Tulio Febres Cordero * (Nueva Bolivia) Independencia (Palmarito) María de la Concepción Palacios Blanco (Las Virtudes) Santa Apolonia (Santa Apolonia) | 28 437            | 34 030            |
| Zea                     |              | Zea                     | 2 (1 + 1)                                                             | Caño El Tigre (Caño Tigre) Capitale Zea * (Zea) | 9 085             | 11 162            |
| Total                   |              |                         | 82 (67 + 15)                                                          | | 715 268           | 828 592           |

### Organisation des pouvoirs
Le pouvoir exécutif est l'apanage du gouverneur. L'actuel gouverneur est Yeisón Guzmán, depuis le 22 novembre 2021.
| Photo | Période | Nom du gouverneur                     | Parti politique     | Résultat électoral | Notes   |                                               |
| ----- | ------- | ------------------------------------- | ------------------- | ------------------ | ------- | --------------------------------------------- |
|       | 1989    | 1989-1992                             | Jesús Rondón Nucete | Copei              | 48.00 % | Premier gouverneur élu aux élections directes |
|       | 1992    | 1992-1996                             | Jesús Rondón Nucete | Copei              | 48.46 % |                                               |
|       | 1995    | 20 janvier 1996 - 1998                | Williams Dávila     | AD                 | 45.12 % |                                               |
|       | 1998    | 1998 - 15 août 2000                   | Williams Dávila     | AD                 | 41.59 % |                                               |
|       | 2000    | 2000-2004                             | Florencio Porras    | MVR                | 48.47 % |                                               |
|       | 2004    | 2004-2008                             | Florencio Porras    | MVR                | 60.75 % |                                               |
|       | 2008    | 2008-2012                             | Marcos Díaz         | PSUV               | 55.04 % |                                               |
|       | 2012    | 21 décembre 2012 - 26 octobre 2017    | Alexis Ramírez      | PSUV               | 50.23 % |                                               |
|       | 2017    | 26 octobre 2017 - 21 novembre 2021    | Ramón Guevara       | AD                 | 51.81 % |                                               |
|       | 2021    | Depuis le 22 novembre 2021 (en cours) | Yeisón Guzmán       | PSUV               | 40.42 % | Actuel gouverneur                             |

## Sources
- (es) Cet article est partiellement ou en totalité issu de l’article de Wikipédia en espagnol intitulé « Anexo:Gobernadores de Mérida » (voir la liste des auteurs).